# مووگاون
مووگاون (به انگلیسی: Mhowgaon) یک منطقهٔ مسکونی در هند است که در بخش ایندور واقع شده‌است. مووگاون ۱۳ کیلومتر مربع مساحت و ۳۰٬۰۱۲ نفر جمعیت دارد و ۵۷۲ متر بالاتر از سطح دریا واقع شده‌است.